# Corps plongés dans un liquide
Corps plongés dans un liquide est une pièce de théâtre de Christine Angot créée en 1992.

## Historique
- 1989-1990 : rédaction de la pièce.
- 1992 : publication du tapuscrit aux éditions du Théâtre Ouvert.
- 1992 : lecture dirigée par Bruno Boëglin, Théâtre des Célestins, Lyon.
- 1996 : mise en voix de Gérard Desarthe, Théâtre Ouvert, Paris.
- 1998 : publication aux éditions Stock.

## Résumé
Sur une plage, deux histoires se croisent. Celle de Simone et de son fils, un pêcheur en apnée, et celle de Catherine et Mado, deux demi-sœurs. La première, incestée par son père, vit seule. La seconde habite toujours le foyer familial. Il y a aussi un nourrisson, à l'hôpital, condamné à mourir.
Au-delà des personnages, l'histoire est rythmée par un chœur.

## Éditions
- Corps plongés dans un liquide, tapuscrit no 70, éditions du Théâtre Ouvert, 1992, 76 p.  (ISBN 2904742379).
- L'Usage de la vie incluant Corps plongés dans un liquide, Même si et Nouvelle vague, Stock, 1998, 214 p.  (ISBN 2213600120).